# Metanarrativa
La metanarrativa, més coneguda com a consciència popular o realitat col·lectiva, és una narrativa o història que és simultàniament possible i desitjable construir. Es tracta del discurs oficialista que fa el poder per tal de crear un sentit de benestar i felicitat entre els individus. Una imatge de com s'ha de construir, mantenir i organitzar la societat.
La metanarrativa consta d'imatges (símbols), visions, percepcions i històries que formen aquesta realitat col·lectiva que aporta als seus membres benestar i felicitat. S'utilitza normalment com a reproducció fidedigna de la realitat per tal de justificar i legitimar el model social i polític establert. Diu què és bo i perquè és bo.
Perd l'efectivitat quan la distància entre la realitat i la metanarrativa, o la percepció de com funciona el món i la forma en què s'ha explicat és tan gran que ja no és creïble. En canvi, té efectivitat quan la realitat i la història narrada són similars.

## Art, metanarratives i posmodernitat
A Europa, al llarg de la història de l'art i de l'estètica, fins al segle xx, s'han anat desenvolupant corrents culturals que definien a grans trets i donant una certa coherència les successives tendències i filosofies ètiques i estètiques. Es podia definir amb més o menys comoditat un corrent, tendència o moda, com per exemple renaixement o neoclassicisme, i determinar-ne els seus valors. Per a cada context local i històric es podia associar uns cànons artístics (pictòrics, literaris, musicals, dramàtics) lligats a la metanarrativa pròpia del context, i es donava potestat als crítics d'art del moment perquè determinessin si una obra d'art corresponia a la metanarrativa corresponent. Si s'hi corresponia, era considerada bona, bella i adient. Si no ho feia, aleshores o bé l'obra d'art podia ser considerada dolenta, lletja o impertinent, o bé es considerava l'inici de l'establiment d'una nova metanarrativa que determinaria un nou cànon estètic amb noves normes i límits.
És a dir, que a l'era moderna el cànon artístic es construïa sempre al voltant d'una centralitat única d'una metanarrativa particular. El postmodernisme va néixer com a voluntat de trencar amb aquesta centralitat i deixar de donar valor a les metanarratives, posant en dubte l'existència de cànons "únics" i "universals" als quals tothom s'havia de formar i pertànyer. Una de les aportacions més conegudes a aquest debat va ser el text de La condició postmoderna (1974) de Jean-François Lyotard, que posava en dubte el que al món occidental actual es considerava coneixement, als cànons i les metanarratives en general. En paraules de Lyotard, "simplificant a l'extrem, defineixo el postmodernisme com a la incredulitat de les metanarratives". En el postmodernisme, l'artista passa de ser qui pot executar una peça segons uns cànons preestablerts a ser qui pot despertar una mirada nova, inusual, que estimula, que fa mirar allò que d'altra manera no es veuria.